# Wooroonooran Important Bird Area
Koordinaten: 17° 44′ 48″ S, 145° 44′ 59″ O

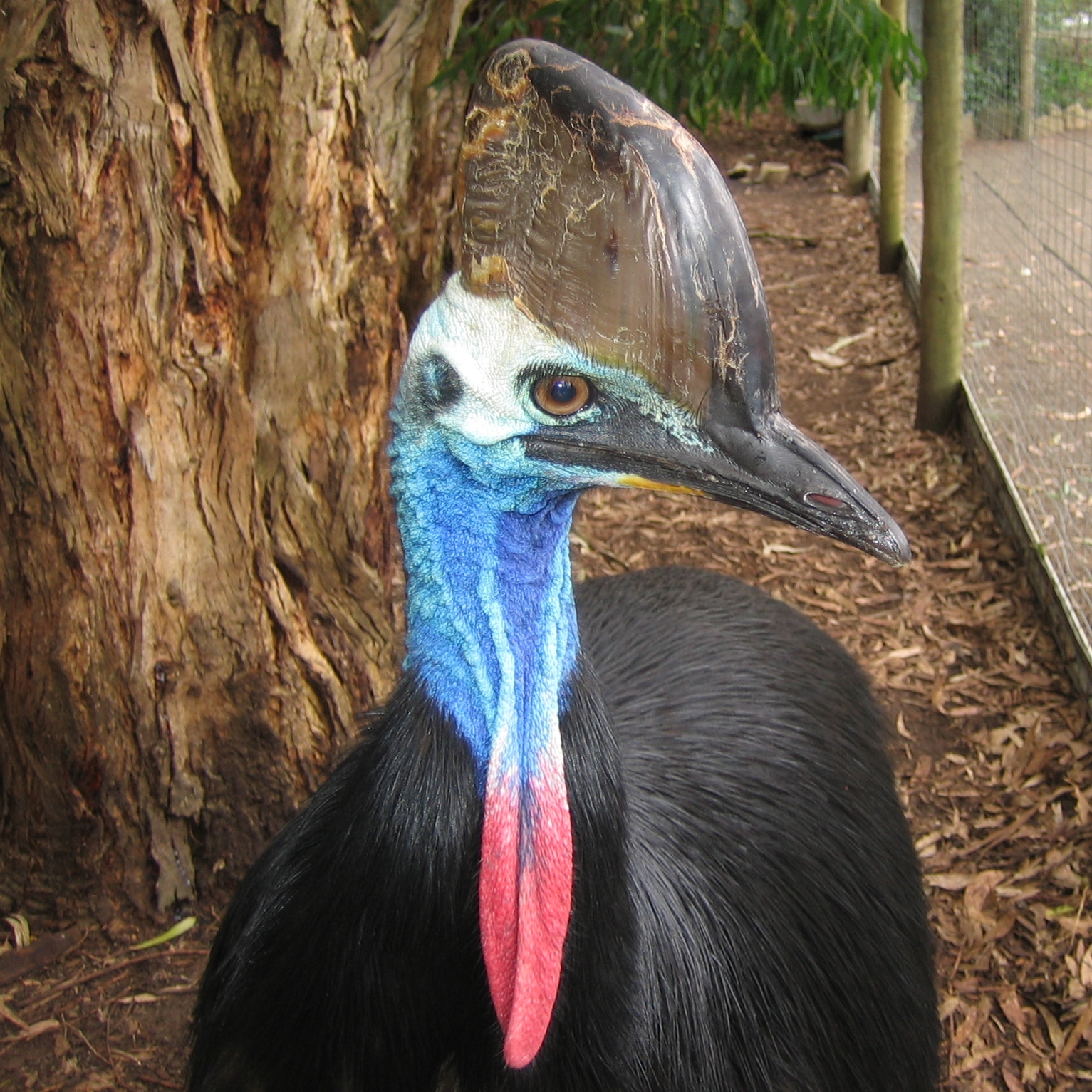
Das Vogelschutzgebiet ist ein Vogelschutzgebiet, in der die Helmkasuare leben.

Die Wooroonooran Important Bird Area ist etwa 5125 km² groß und besteht hauptsächlich aus bewaldetem Land in den Wet Tropics of Queensland und ist als UNESCO-Weltnaturerbe in Far North Queensland, Australien gelistet.

## Beschreibung
Das Vogelschutzgebiet umfasst einen großen Teil der Regenwälder Australiens, das sich im Süden von Port Douglas weiter in Richtung nach Cairns bis Lucinda erstreckt. Dominiert wird es von den zwei Granitbergen Mount Bartle Frere (1622 m) und Mount Bellenden Ker (1593 m), die die höchsten Gipfel im nördlichen Australien sind. 
Große Teile des Gebiets wurden früher erschlossen, die Auswirkungen blieben relativ gering und die ökologische Integrität ist großenteils intakt geblieben. 
In dem Schutzgebiet befinden sich oder überlappen sich zahlreiche Schutzgebiete, einschließlich des Barron-Gorge-Nationalparks, Danbulla-Nationalparks, Dinden-Nationalparks, Girringun-Nationalparks, Japoon-Nationalparks, Kirrama-Nationalparks, Kuranda-Nationalparks, Malaan-Nationalparks, Mowbray-Nationalparks, Murray-Upper-Nationalparks, Tully-Gorge-Nationalparks und Wooroonooran-Nationalparks.

## Flora und Fauna
Das Gebiet wurde von BirdLife International zur Important Bird Area (IBA) erklärt, weil es in dieser Schutzzone eine große Population von Helmkasuaren gibt. Es gibt auch eine Population von Zahnlaubenvogel und Säulengärtner, Malurus amabilis, Kappenhonigfresser (Xanthotis macleayanus), Buntschnabel-Honigfresser (Lichenostomus frenatus), Torreshonigfresser (Meliphaga notata), Oreoscopus gutturalis, Rotstirnsericornis (Sericornis keri), Bergdornschnabel (Acanthiza katherina), Schwarzkopfflöter (Orthonyx spaldingii), Graurücken-Dickkopf (Colluricincla boweri), Elstermonarch (Arses kaupi), Cophixalus neglectus und Fahlgesichtschnäpper (Tregellasia capito), die endemisch in den Regenwäldern Queensland sind.
Neben den Vögeln gibt es dort eine Reihe weiterer bedeutender endemischer Tiere, einschließlich des Pseudochirops archeri, Pseudochirulus herbertensis, Lemuren-Ringbeutler, Lumholtz-Baumkänguru, Taudactylus rheophilus, Cophixalus neglectus, Techmarscincus jigurru, Eulamprus frerei und Eulamprus sokosoma.

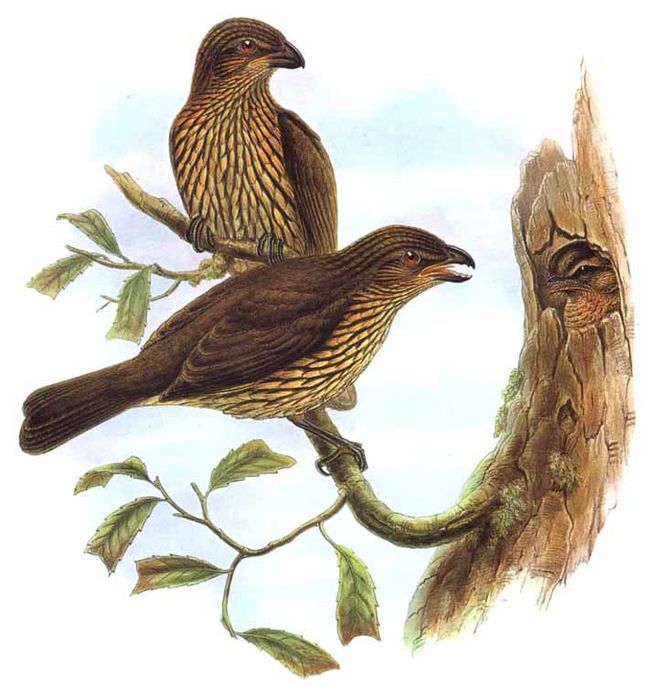
Zahnlaubenvogel
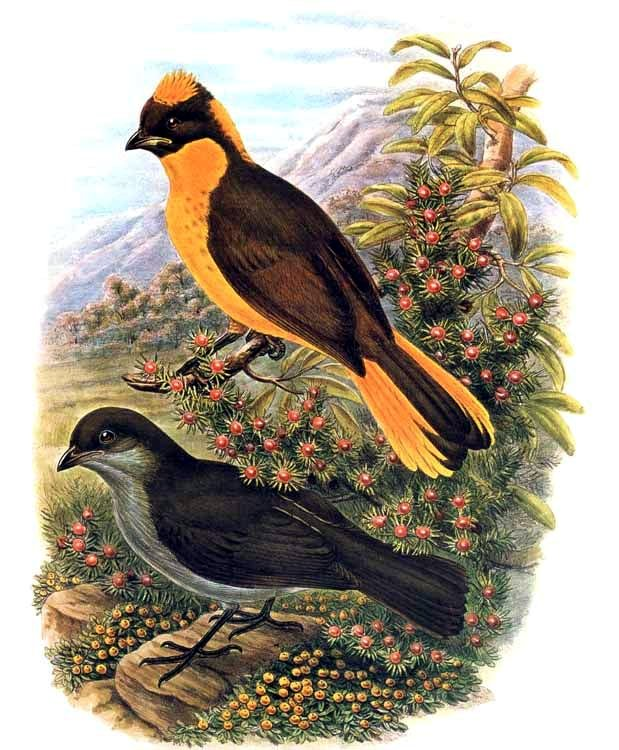
Säulengärtner
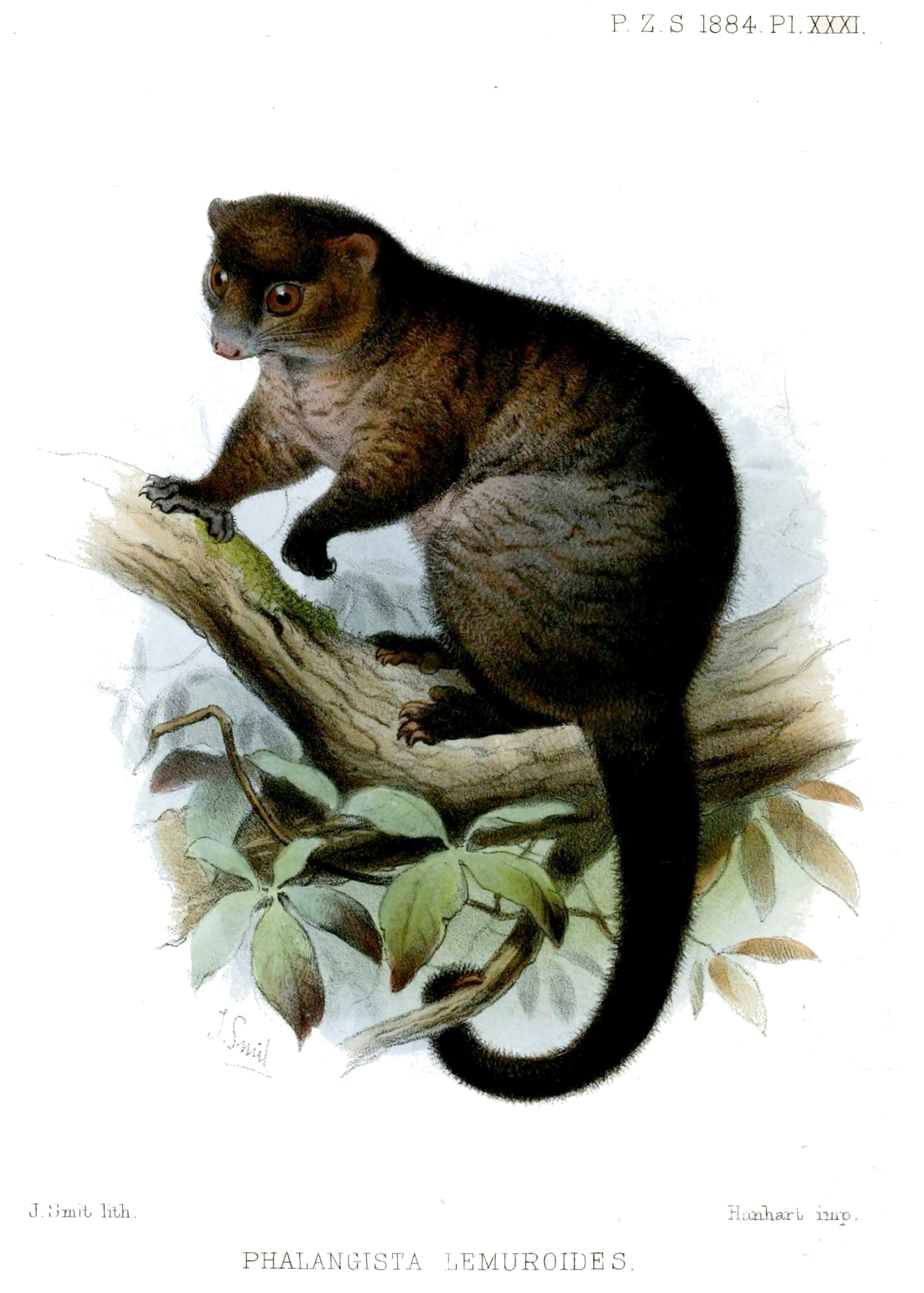
Lemuren-Ringbeutler
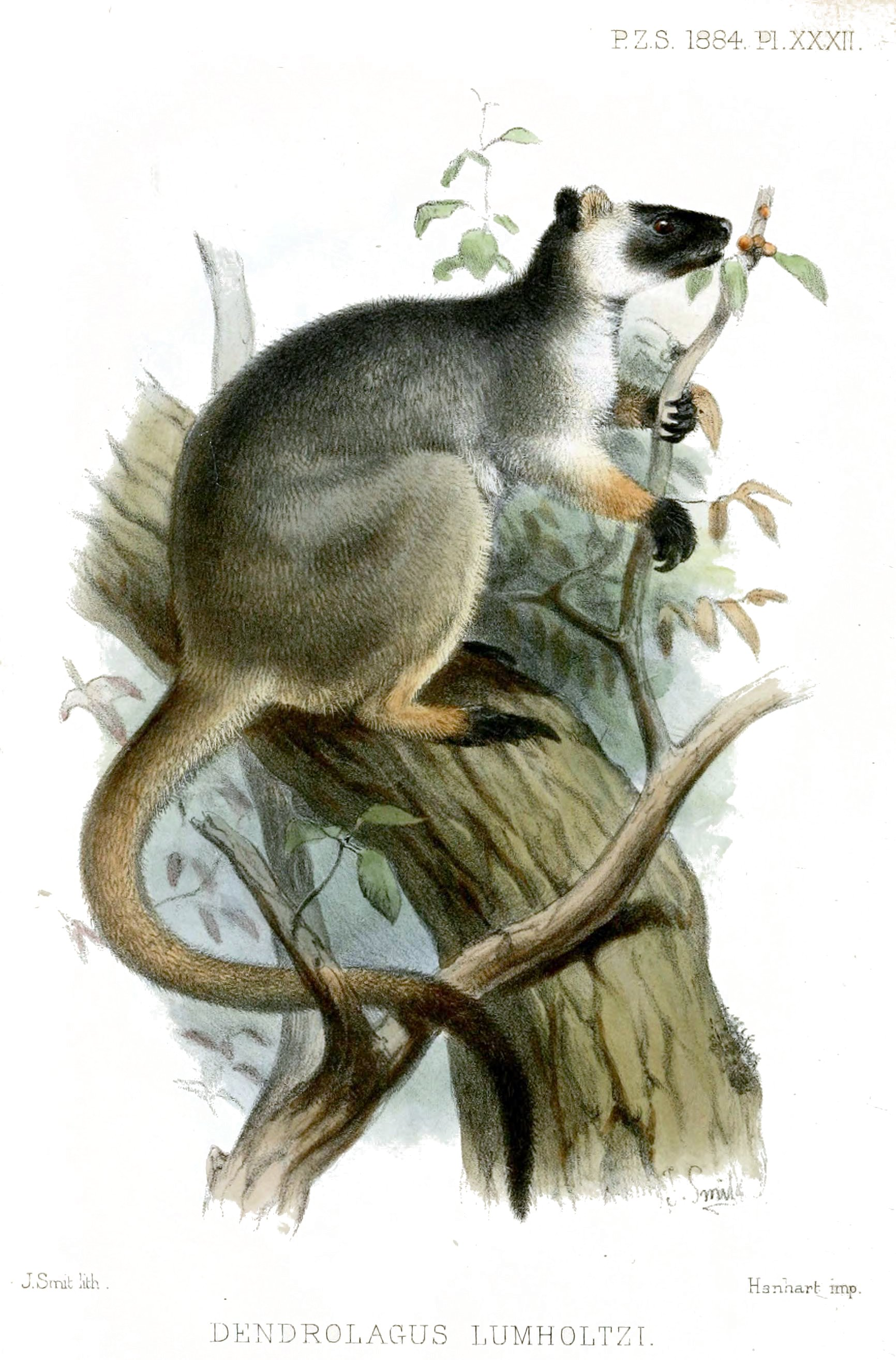
Lumholtz-Baumkänguru